# Siège de la Kalâa des Beni Abbès (1590)
Guerre entre régence d'Alger et les Kabyles
Batailles
- Bataille des Issers (1519)
- Prise d'Alger (1520)
- Bataille de la Kalâa des Beni Abbès (1553)
- Bataille de M'Sila (1554)
- Bataille de la Kalâa des Beni Abbès (1559)
- Siège de la Kalâa des Beni Abbès (1590)
- Siège d'Alger (1598)
- Bataille de Guidjel (1638)
- Bataille de Aït Aïssi (1745)
- Bataille des Zouaoua (1746)
- Bataille des Aït Irathen (1754)
- Insurrection de Kabylie (1756)
- Bataille de Draâ El Mizan (1767)
- Bataille de Draâ El Mizan (1768)

Le siège de la Kalâa des Beni Abbès a eu lieu en décembre 1590, et est conduit par Khizr Pacha, un officier ottoman dans la régence d'Alger, contre la Kalâa des Beni Abbès, capitale du royaume des Beni Abbès. Elle intervient dans un contexte de rivalité pour le contrôle du nord de l'Algérie au XVIIIe siècle entre la régence d'Alger et le royaume des Beni Abbès.
Le sultan Ahmed Amokrane ayant étendu le royaume des Beni Abbès au nord du Sahara algérien (Biskra, Touggourt...) et aux tribus des Ouled Naïl, il en résulte de nombreuses pertes fiscales pour la régence d'Alger.   
En 1590, Khizr Pacha commande une force pour prendre d'assaut le royaume des Beni Abbès, en visant directement sa capitale. Se basant sur les précédents échecs, il évite de lancer un assaut contre cette ville fortifiée et protégée par le relief montagneux. Il entreprend donc un siège de deux mois, qui s'accompagne du pillage des villages aux alentours et donc des ressources de la Kalâa.  
Le siège est difficile pour les deux camps, le sultan Ahmed Amokrane n'arrive pas à briser le blocus ennemi et ses terres sont livrées au pillage des janissaires. Khizr Pacha, s'il met en difficulté son ennemi, n'arrive pas à prendre d'assaut la ville et essuie de nombreuses pertes. 
Après deux mois de siège, un marabout de la vallée de la Soummam entreprend alors une médiation entre les deux camps. En échange du paiement d'une amende de guerre (30 000 douros) par le royaume des Beni Abbès couvrant les frais de l’expédition, l'armée de Khizr Pacha se retire sans avoir pu atteindre son objectif,.